# Gloster E.28/39
A Gloster E.28/39  (időnként "Gloster Whittle ", "Gloster Pioneer" vagy "Gloster G.40" néven is hivatkoznak rá) volt az első angol sugárhajtású repülőgép, mely a levegőbe emelkedett Nagy-Britanniában. A repülőgépet a Frank Whittle által kifejlesztett sugárhajtómű kipróbálására építették meg, tapasztalatait felhasználták az első szolgálatba állított szövetséges vadászrepülőgép, a Gloster Meteor tervezésénél.

## Tervezés és fejlesztés
1939 szeptemberben a brit Légügyi Minisztérium egy olyan repülőgép követelményjegyzékét adta meg a Gloster cégnek, mellyel Frank Whittle egyik sugárhajtású motorját repülés közben ki lehet próbálni. George Carter, a Gloster vezető tervezője kapta azt a feladatot, hogy Whitle-vel szorosan együttműködve tervezzen meg egy szokásos kialakítású kis alsószárnyas repülőgépet. A légbeszívás a motor orrán volt, és a vízszintes vezérsík a hajtómű fúvócsöve felett helyezkedett el. 1940. február 3-án a Légügyi Minisztériummal aláírtak két prototípusról szóló szerződést, melyekből az első 1941 áprilisára készült el. A gyártás Gloucesterhez közeli Hucclecotban kezdődött, de hamarosan áttelepítették a Cheltenham-i Regent Motors-hoz, melyről úgy gondolták, hogy kevésbé veszélyeztetik a német bombázások.
A gép E.28/39 típusjelzése onnan származik, hogy ez volt 1939-ben a minisztérium által specifikált 28-ik kísérleti (experimental) repülőgép.

## Vizsgálatok

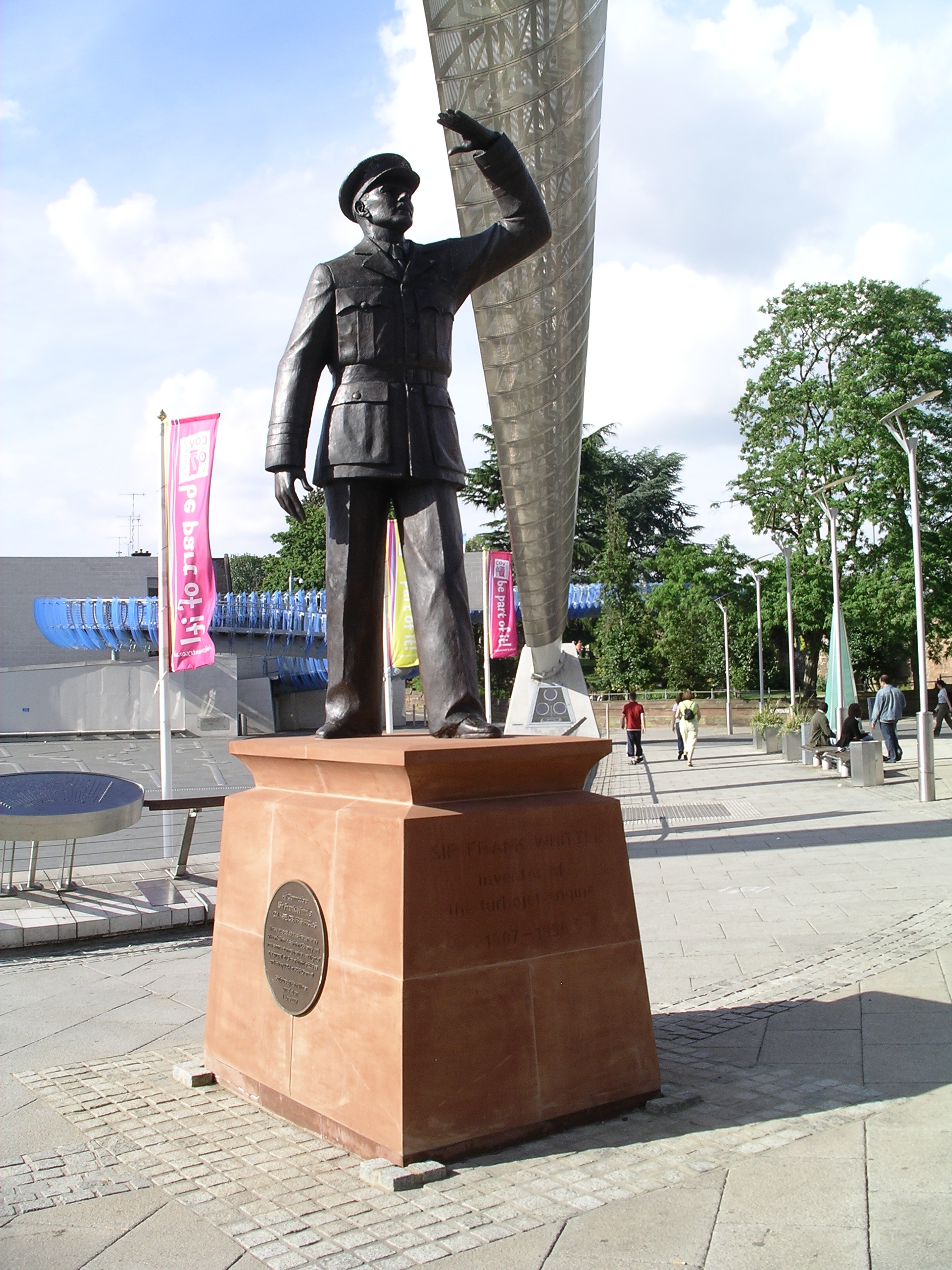
Sir Frank Whitle szobra Coventryben

Az elkészült repülőgépet visszaszállították Hucclecote-ba az április 7-én kezdődő földi gurulási próbákhoz, melyhez a nem repülésre kész Power Jets W.1 sugárhajtású motort használták. Miután a próbák kielégítő eredményt mutattak, a gépet új motorral szerelték fel és ezzel 1941. május 15-én Gerry Sayer repülőhadnagy, a Gloster berepülő pilótája először szállt fel sugárhajtású repülőgéppel a RAF Cranwell-i repülőteréről a Lincolnshire-i Sleaford közelében. Az első repülés 17 percig tartott és teljes sikert hozott. A próbák a következő hónapokban tovább folytak, miközben a gépen sorra hajtottak végre apróbb-nagyobb változtatásokat. A későbbi próbák során kis terelőfelületekkel látták el a vezérsíkokat a végeik közelében, melyek arra szolgáltak, hogy nagysebességű repülésnél növeljék a stabilitást.
Az E.28/39 kiírásában a repülőgépet fel kellett volna szerelni két Browning .303 típusú 0,311" (7,9 mm) kaliberű géppuskával, de ez soha nem történt meg.
A második prototípust (szériaszáma W4046), mely a programba 1943. március 1-jén kapcsolódott be, kezdetben egy Rover W2B motor hajtotta. A próbák alatt problémák merültek fel a motor olajellátásával és kenőrendszerével. A második prototípus lezuhant július 30-án. A szerencsétlenséget az okozta, hogy a csűrőmozgatáshoz nem a megfelelő minőségű zsírt használták. Az egyik csűrőlap beszorult, a gép irányíthatatlanná vált. A berepülőpilóta sikeresen kiugrott és ejtőernyővel földet ért.
Az első prototípussal folytatták a tesztrepüléseket 1944-ig, ezután már fejlettebb sugárhajtású repülőgépek is üzembe álltak. A Gloster E.28/39 az addigi legnagyobb sebességet érte el Nagy-Britanniában, jó alapot adott a kezdeti vizsgálatokhoz és jó emelkedősebességet és magasságot ért el. Ezen túlmenően az E.28/39-cel végzett próbák kikövezték az utat az első hadrendbe állított sugárhajtású vadászgéphez, a Gloster Meteorhoz.

## Ma is látható
1946-ban az első prototípust (szériaszám W4041) a londoni Tudományok Múzeumában (Science Museum) helyezték el, ahol ma is látható. Egy életnagyságú másolatot a Farnborough-i repülőtér északi szélén egy körforgalmi tér közepén helyeztek el Frank Whittle emlékére. Egy másik hasonló modell Lutterworth-ban, szintén egy körforgalomban áll, ott, ahol a gázturbinát gyártották.
Egy eredeti anyagokból és festéssel készült a legapróbb részletekig kidolgozott teljes nagyságú modellt a Gloucester-i Jet Age Museum munkatársai építettek meg.

## A Gloster E.28/39 adatai
- Személyzet: 1 fő
- Hossz: 7,74 m
- Fesztáv: 8,84 m
- Magasság: 2,70 m
- Szárnyfelület: 13,6 m²
- Üres tömeg: 1309 kg
- Felszálló tömeg: 1700 kg
- Hajtómű: 1 db Power Jets W.1, második prototípusnál Rover W.2 gázturbinás sugárhajtómű
- Maximális tolóerő: 3,8/7,33 kN
- Legnagyobb sebesség 750 km/h
- Hatótávolság: 656 km
- szolgálati csúcsmagasság: 9755 m
- Emelkedőképesség: 5,9 m/s
- Tolóerő/súly : 0,21

## Fordítás
- Ez a szócikk részben vagy egészben  a   Gloster E.28/39 című angol Wikipédia-szócikk fordításán alapul.  Az eredeti cikk szerkesztőit annak laptörténete sorolja fel. Ez a jelzés csupán a megfogalmazás eredetét és a szerzői jogokat jelzi, nem szolgál a cikkben szereplő információk forrásmegjelöléseként.